# Bicsérdi-vízfolyás
A Bicsérdi-vízfolyás Pécstől északnyugatra ered, Baranya vármegyében. A patak forrásától kezdve déli-délnyugati irányban halad, egészen Pécsbogatáig, ahol beletorkollik a Pécsi-vízbe.
A Bicsérdi-vízfolyás vízgazdálkodási szempontból az Alsó-Duna jobb part Vízgyűjtő-tervezési alegység működési területéhez tartozik.
A vízfolyásba torkollik a Bodai-árok vize Bicsérdtől északra. 

## Part menti települések
- Kővágótöttös
- Bakonya
- Bicsérd
- Pécsbagota